# Grabarak
Grabarak is een plaats in de gemeente Jastrebarsko in de Kroatische provincie Zagreb. De plaats telt 0 inwoners (2001).